# Lindsaea jarrettiana
Lindsaea jarrettiana är en ormbunkeart som beskrevs av Kramer. Lindsaea jarrettiana ingår i släktet Lindsaea och familjen Lindsaeaceae. Inga underarter finns listade.